# Astyanax guaporensis
Astyanax guaporensis е вид лъчеперка от семейство Харациди (Characidae). Видът не е застрашен от изчезване.

## Разпространение
Разпространен е в Бразилия (Рондония).

## Описание
Популацията на вида е стабилна.